# 衛報媒體集團
衛報媒體集團（Guardian Media Group plc，GMG）是一家總部位於英國的大眾媒體集團。該公司擁有多個媒體，以衛報和觀察家報最為著名。該集團由史考特信託有限公司完全所有，存在目的是確保衛報永久的財務和編輯獨立。公司可以溯源至1907年成立的曼徹斯特衛報有限公司（Manchester Guardian Ltd.）。衛報媒體集團則成立於1993年。

## 外部連結
- 官方网站
- Guardian website （页面存档备份，存于）
- TMG website
- GMG Property Services website